# Diritto penale
Il diritto penale è quella parte del diritto pubblico che prevede l'erogazione di sanzioni penali a chiunque commetta azioni che l'ordinamento giuridico riconosce come reato.
La legge penale è solo la legge ordinaria emanata dal parlamento e con gli altri atti aventi forza di legge, mentre qualsiasi fonte normativa di rango inferiore è valida solo per integrare il contenuto della legge penale, apportando mere specificazioni tecniche (ad es. per indicare quali sono le sostanze stupefacenti).
Essa è valida solo per l'avvenire, non ha carattere retroattivo: non si può punire un fatto successo prima della entrata in vigore della legge.

## Caratteristiche
Lo Stato, proibendo determinati comportamenti umani, classificati come reati, per mezzo di una minaccia di una specifica sanzione afflittiva , ovvero la pena, tutela i valori fondanti di un popolo. Ed è il tipo di sanzione, "la pena", che distingue il reato, l'illecito penale, dall'illecito civile e dall'illecito amministrativo. E ancora, è il tipo di sanzione, cioè "la pena", a distinguere la norma penale da quella civile e amministrativa. La sanzione conseguente alla violazione di un precetto penale è la pena, di forma o gravità diversa a seconda del reato. Gli illeciti penali si distinguono in delitti e contravvenzioni: i primi sono quei reati per cui è prevista la pena dell'ergastolo, della reclusione, della multa, mentre le contravvenzioni sono quei reati per cui è prevista la pena dell'arresto oppure dell'ammenda. La disposizione penale è quindi composta dal precetto, che proibisce un determinato comportamento umano, e dalla sanzione, che prevede le conseguenze per la violazione del precetto.
È da chiarire che, anche se alcuni reati sono generalmente uguali nei diversi Stati del mondo, le pene possono essere diverse, come pure molti reati sono diversi da Stato a Stato, nel senso sia che si attribuisce una diversa gravità ai medesimi comportamenti asociali sia che ogni stato punisce certi comportamenti ma non certi altri, il tutto secondo l'evoluzione del diritto e della società nel mondo.

## Nel mondo[27]

### Corte Europea dei Diritti dell'Uomo
La giurisprudenza della Corte di Strasburgo in diverse occasioni (decisioni 8 giugno 1976, Engel e altri contro Paesi Bassi; 21 febbraio 1984, Öztürk contro Germania; 1º febbraio 2005, Ziliberberg contro Moldavia) ha affermato la natura sostanzialmente penale, ai fini dell’applicazione delle garanzie del giusto processo (di cui all’art. 6 CEDU), di sanzioni pur formalmente qualificate come amministrative nell’ordinamento interno degli Stati, purché sia riscontrata la presenza di almeno uno dei criteri (cosiddetti “criteri Engel”) elaborati dalla stessa giurisprudenza sovranazionale per tale riqualificazione. Perché una sanzione debba considerarsi sostanzialmente penale ai sensi della CEDU occorre che presenti almeno uno di questi caratteri: rivolgersi alla generalità dei consociati, perseguire uno scopo preventivo, repressivo e punitivo, e non meramente risarcitorio; la sanzione suscettibile di essere inflitta deve comportare un significativo sacrificio, anche di natura meramente economica e non consistente nella privazione della libertà personale.

### Italia
La natura penale della norma sanzionatoria è oggetto, in Italia, di quesiti antichi. "A tutta prima, la risposta si orienta nel senso di ritenere tali solo gli effetti giuridici in peius, espressamente denominati penali. (...) dobbiamo considerare penale l’effetto espressamente così denominato: le pene e oggi possiamo, senza dubbi, aggiungere le misure di sicurezza (...) Da questa premessa, si fa sempre più strada l’idea" secondo cui le garanzie costituzionali dettate per l'irrogazione della pena si applicano a "tutte le leggi che dispongono conseguenze in peius come reazione a ciò che non si deve fare, si pongono, cioè, come reazione all’illecito in quanto tale – ci possono essere, e ci sono, altre finalità perseguite, ma si affiancano a quella di fondo, essenziale, sopra enunciata. Non fanno invece parte del “penale”, per intenderci, gli effetti giuridici in malam partem volti al ristoro, economico o morale, dell’offesa arrecata dall’illecito: risarcimento del danno, riparazione, ripristino dello status quo ante.